# Crowfall
Crowfall è un videogioco fantasy di tipo MMORPG sviluppato da ArtCraft e descritto come un “Simulatore di Guerra del Trono”. Il gioco punta ad essere una fusione tra un action MMORPG ed un gioco di strategia in tempo reale. Tramite una raccolta fondi su Kickstarter, terminata il 26 marzo 2016, sono riusciti ad accumulare $1,766,205, sorpassando l'obiettivo originale ($800,000) di $966,205.
Il gioco ha chiuso i server nel 2022.

## Modalità di gioco
Il gioco sarà come la maggior parte degli MMORPG, con una visuale in terza persona. Ci saranno cinque tipi di sistema di gioco, anche denominate “campagne”.
Il sistema sarà diviso in: “Eternal Kingdoms”, “God's Reach”, “The Infected”, “The Shadow” e “Dregs” ognuno dei quali con diverse impostazioni che le regolano.
Ogni mondo viene generato proceduralmente ed avrà un ciclo di vita, partendo dalla primavera all'estate, passando per l'autunno e concludendo in inverno. Alla fine dell'inverno la campagna finisce ed il mondo corrente è sparito per sempre, il giocatore permane e potrà viaggiare in altri mondi. La campagna può durare 1, 3 o 6 mesi, fino ad un anno. L'unico mondo permanente è “Eternal Kingdoms”, dove è presente la guarnigione del giocatore.
All'inizio della campagna i giocatori compariranno nel mondo durante la primavera, piena di villaggi, risorse e rovine. La mappa del mondo è oscurata dalla nebbia, rimovibile solo tramite l'esplorazione della geografia limitrofa da parte dei giocatori. Con le risorse i giocatori possono costruire armi, fortezze e presidi per difendersi da altri giocatori e dalla natura selvaggia.
Con l'inizio dell'estate, le risorse cominceranno a scarseggiare, e i mostri del mondo diventeranno sempre più potenti. Questo procedimento si ripeterà ogni stagione e “The Hunger” è la forza responsabile di questo degrado naturale, nella storia del gioco.
A differenza del mondo, ci saranno diverse condizioni di vittoria, insieme alle regole del mondo che cambieranno in base alla campagna. Alla fine della campagna tutti torneranno nelle loro guarnigioni presso gli “Eternal Kingdoms”, dove vigono norme decise dai giocatori.